# Lela Bliss
Lela Bliss (Los Angeles, 11 maggio 1896 – Los Angeles, 15 maggio 1980) è stata un'attrice statunitense.

## Filmografia parziale

### Cinema
- Pretty Mrs. Smith, regia di Hobart Bosworth (1915)
- The Loves of Letty, regia di Frank Lloyd (1919)
- Hitch Hike to Heaven, regia di Frank R. Strayer (1936)
- Da quando te ne andasti (Since You Went Away), regia di John Cromwell (1944)
- Lo specchio scuro (The Dark Mirror), regia di Robert Siodmak (1946)
- Gas House Kids Go West, regia di William Beaudine (1947)
- Il miracolo della 34ª strada (Miracle on 34th Street), regia di George Seaton (1947)
- La fossa dei serpenti (The Snake Pit), regia di Anatole Litvak (1948)
- Nella polvere del profondo Sud (Intruder in the Dust), regia di Clarence Brown (1949)
- Indianapolis (To Please a Lady), regia di Clarence Brown (1950)
- Ghost Chasers, regia di William Beaudine (1951)
- Army Bound, regia di Paul Landres (1952)
- La signora mia zia (Auntie Mame), regia di Morton DaCosta (1958)
- Pepe, regia di George Sidney (1960)

### Televisione
- Ai confini della realtà (The Twilight Zone) – serie TV, episodio 1x08 (1959)
- Not for Hire – serie TV, episodio 1x09 (1959)
- Sotto accusa (Arrest and Trial) – serie TV, episodio 1x06 (1963)